# Makedonisk tall
Makedonisk tall (Pinus peuce) är en tallväxtart som beskrevs av August Heinrich Rudolf Grisebach. Makedonisk tall ingår i släktet tallar, och familjen tallväxter. IUCN kategoriserar arten globalt som nära hotad. Arten förekommer tillfälligt i Sverige, men reproducerar sig inte. Inga underarter finns listade i Catalogue of Life.
Arten förekommer med flera från varandra skilda populationer i Montenegro, Nordmakedonien, Serbien, Bulgarien, Albanien och nordligaste Grekland. Den hittas i kulliga områden och i bergstrakter mellan 600 och 2500 meter över havet. Makedonisk tall kan bilda skogar tillsammans med Picea abies och Abies alba eller ibland med andra träd.
Exemplar av makedonisk tall i andra regioner av Europa och Nordamerika är introducerade.

## Bildgalleri

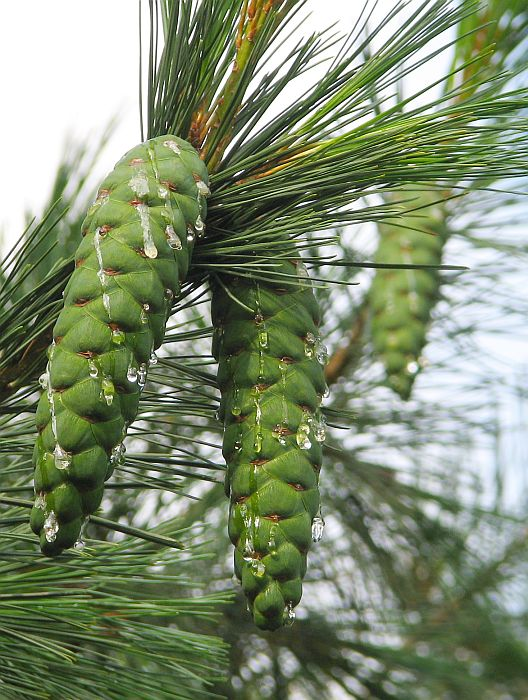
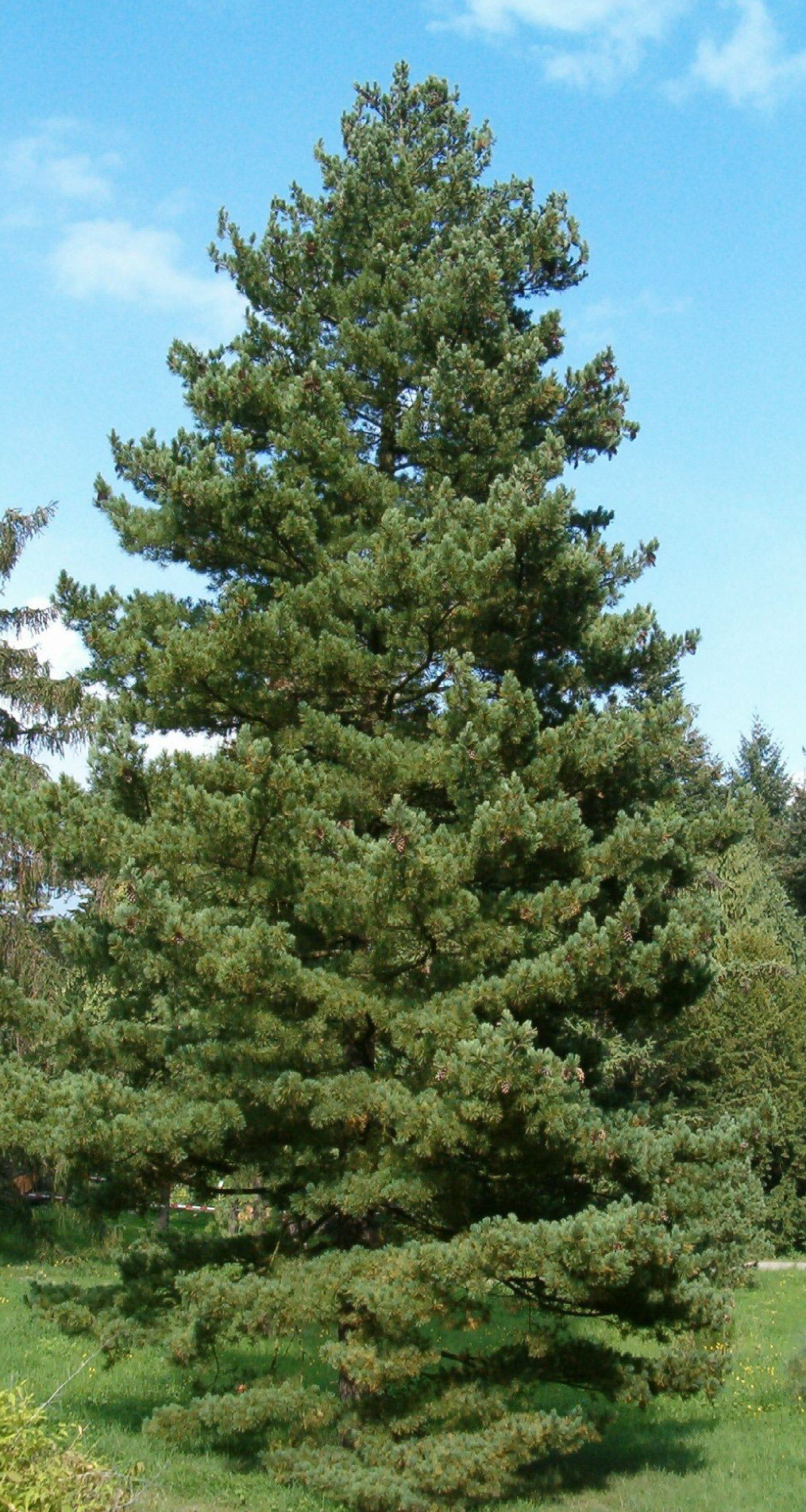
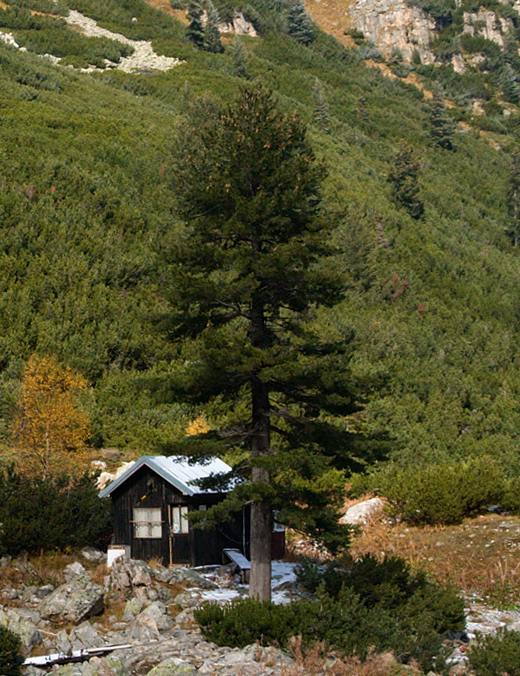
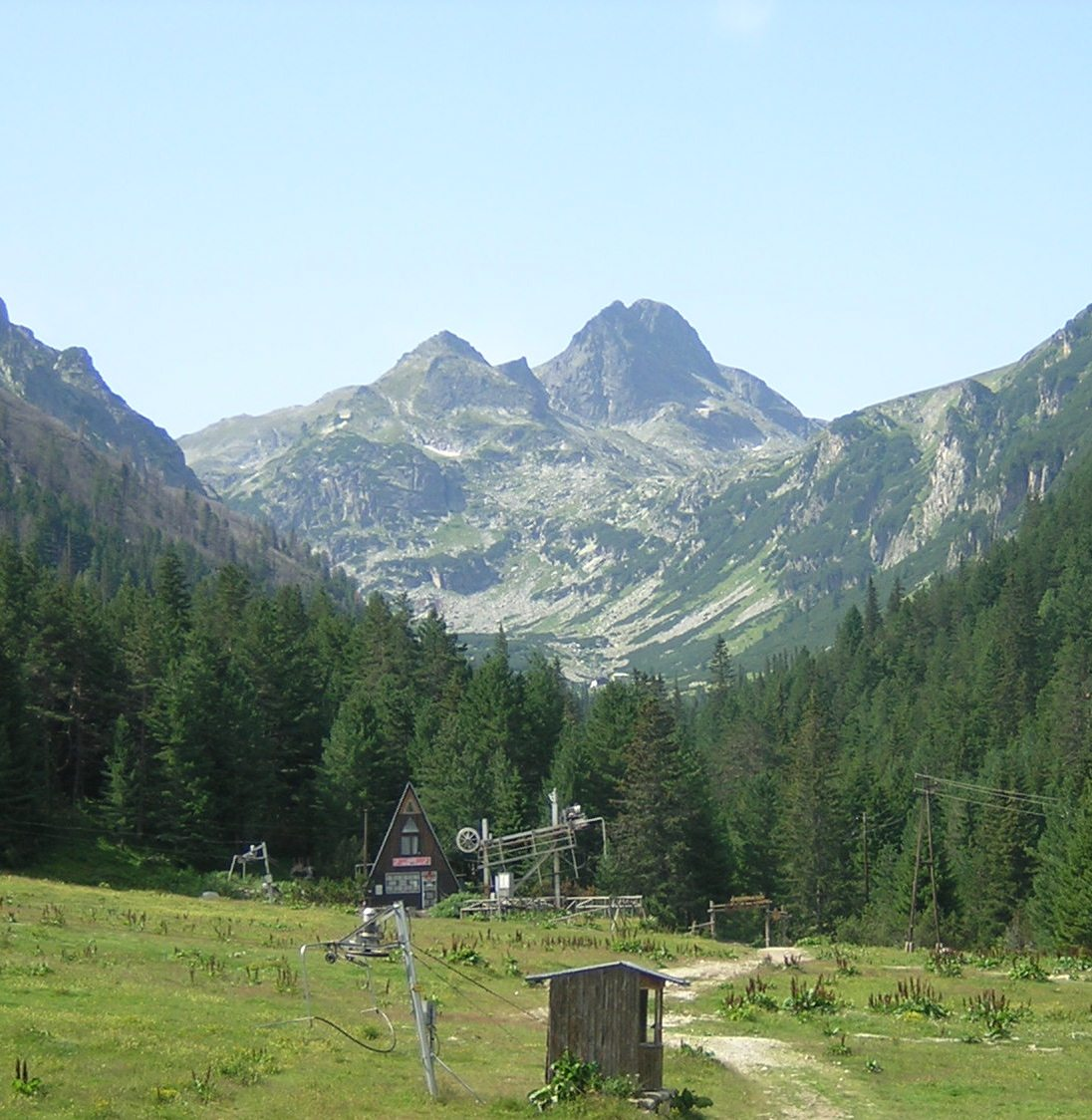
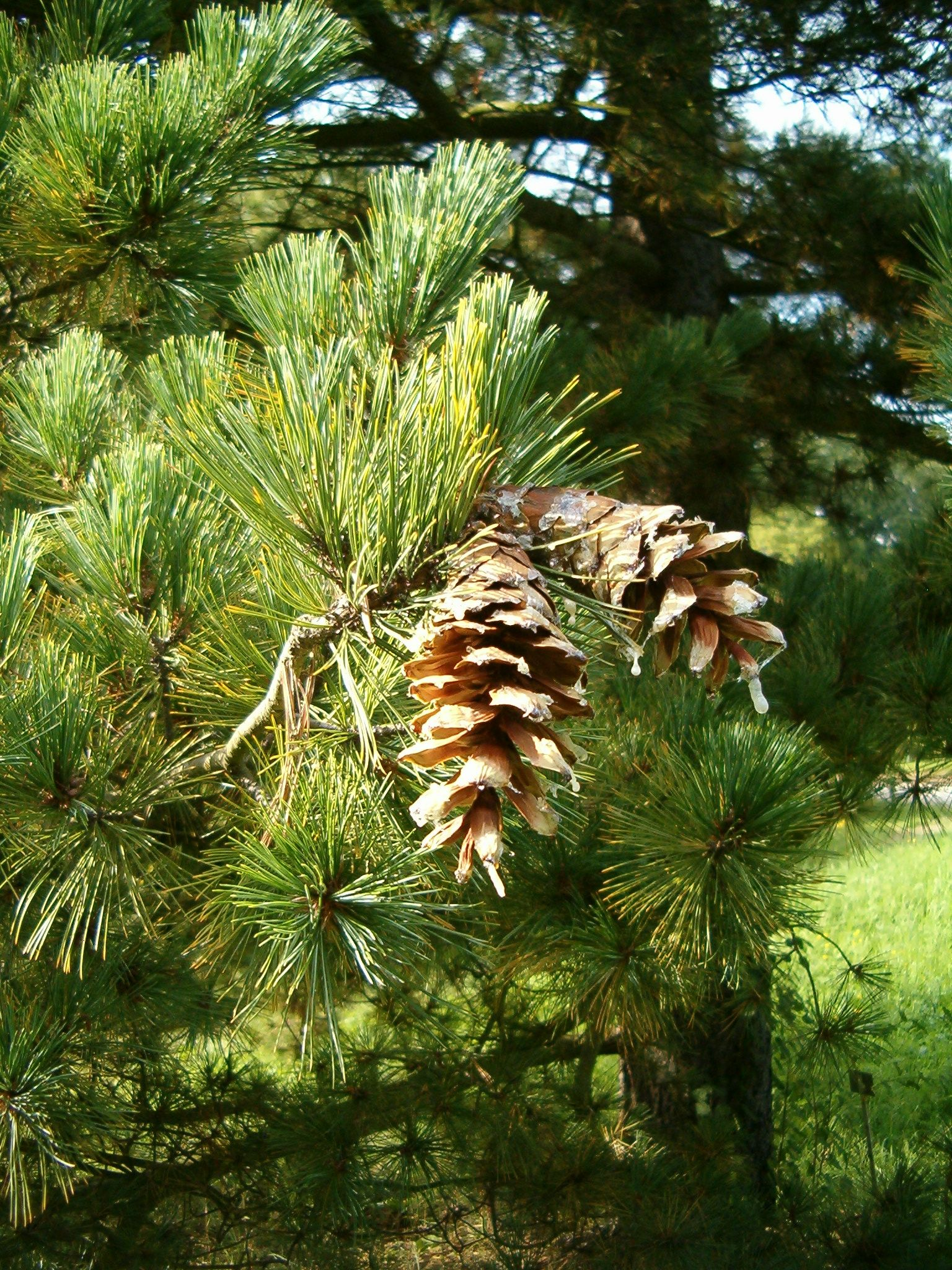
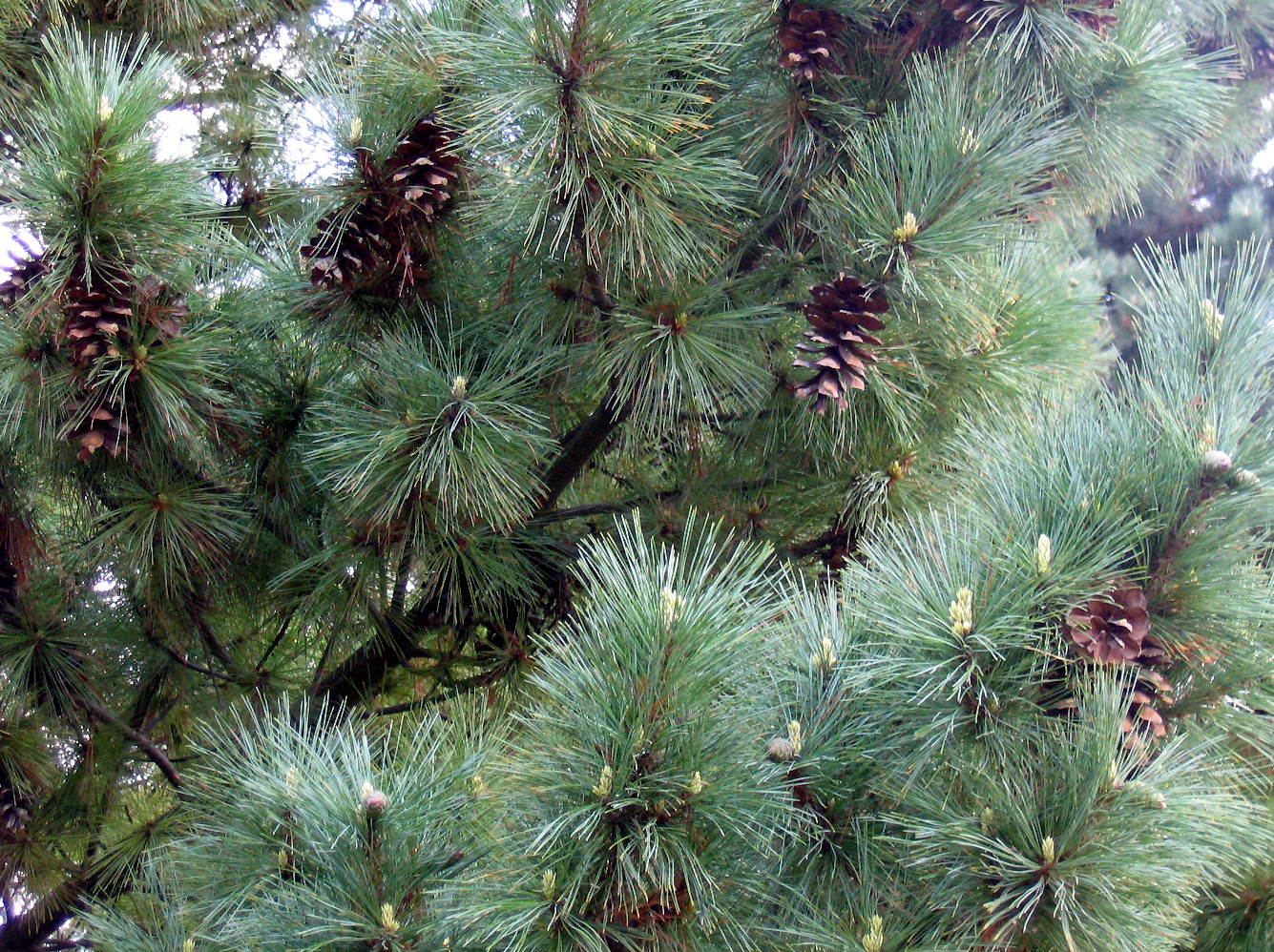